# Tragedia optimistă

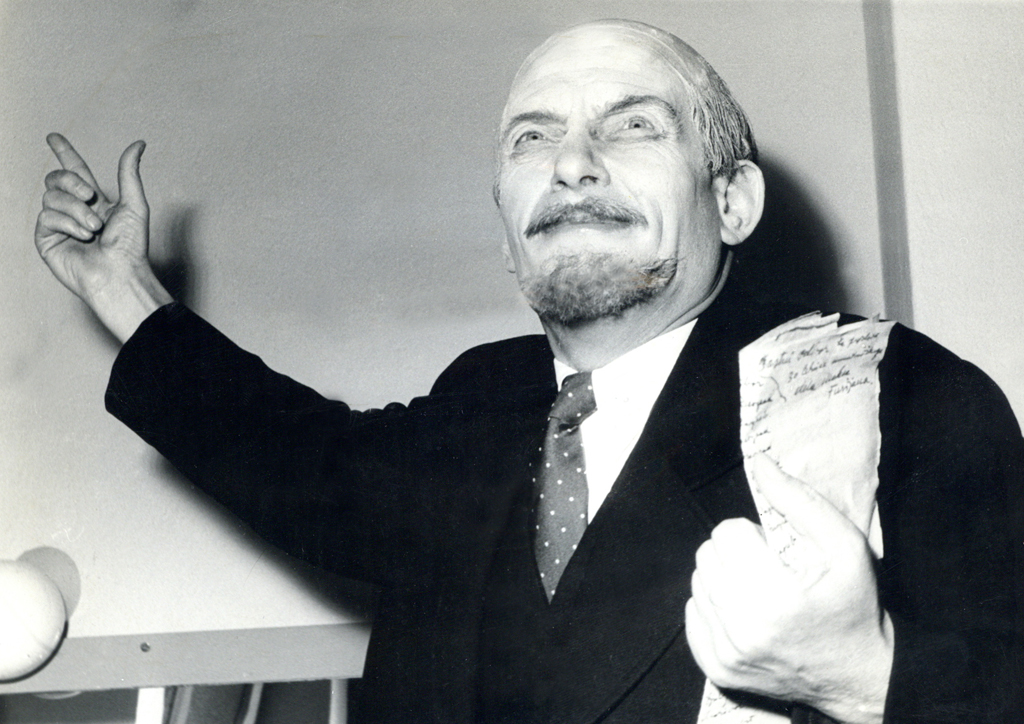
Maks Furijan ca Lenin într-o reprezentare din 1957 a Teatrului Național Sloven din Ljubljana

Tragedia optimistă (în rusă Оптимистическая трагедия, transliterare: Optimisticheskaya tragediya) este o piesă de teatru scrisă de Vsevolod Vișnevski în Uniunea Sovietică în anul 1933, ca o dedicație a celei de-a 15-a aniversări a Armatei Roșii. 
Piesa are loc la Sankt Petersburg și la Kronstadt, Rusia, după Revoluția Rusă și în timpul Războiului Civil Rus. Unele scene au loc pe o navă a Marinei Roșii pe Marea Baltică, lângă Sankt Petersburg. Piesa are trei acte. 
Lucrările la piesă au început în ianuarie 1932. Până în august 1932 textul piesei a fost gata. Inițial, a fost numită Trăiască viața, apoi i s-a dat un alt nume - Din haos. Titlul Tragedia optimistă a fost ales pentru piesă la sugestia actriței principale a Teatrului de Cameră Alisa Koonen.

## Intrigă
În timpul Războiului civil rus, o femeie comisar ajunge pe nava „Gromoboj”, controlată de o „unitate anarhistă revoluționară liberă”, pentru a transforma echipa de marinari într-un regiment disciplinat al Armatei Roșii, la ordinul partidului. Marinarii salută inițial apariția ei cu nemulțumire, atât pentru că nu doresc să se conformeze disciplinei, cât și pentru că acest comisar este o femeie. 
Comandantul-șef încearcă să provoace violul în masă asupra femeii. Totuși, acesta se apără, ucigând pe unul dintre atacatori. Datorită fermității și voinței sale puternice, ea câștigă autoritate pe navă: le insuflă idei revoluționare celor nehotărâți, descurajează violența oarbă și în final îi determină pe marinari să-și împuște comandantul-șef pentru actele sale crude. Marinarii ajung să lupte pe front ca un regiment de infanterie. 
În lupta împotriva armatei albe, femeia comisarul este luată prizonieră. Soldații reușesc să o elibereze, dar femeia, epuizată de interogatorii, moare.

## Adaptări
În 1963, piesa a fost adaptată în filmul Tragedia optimistă (Optimisticheskaya tragediya) de Samson Samsonov.
În 1965, Alexander Holminov a adaptat piesa într-o operă. 

## Traduceri
- Editura Cartea Rusă, 1957, traducători: Tudor Șoimaru, Svetlana Marosin[4]

## Vezi și
- Listă de piese de teatru rusești